# Hiến pháp Tây Ban Nha 1931
Hiến pháp Tây Ban Nha 1931 được Hội đồng Lập hiến nước này thông qua vào ngày 9 tháng 12 năm 1931. Đây là hiến pháp của Đệ nhị Cộng hòa Tây Ban Nha (thành lập vào ngày 14 tháng 4 năm 1931) và có hiệu lực cho đến ngày 1 tháng 4 năm 1939. Đây là giai đoạn thứ nhì trong lịch sử Tây Ban Nha có cả nguyên thủ quốc gia và người đứng đầu chính phủ được bầu cử theo hình thức dân chủ.
Một dự thảo hiến pháp do một ủy ban dưới quyền nhà cải cách Ángel Ossorio y Gallardo chuẩn bị đã bị bác bỏ, một dự thảo sửa đổi được Hội đồng Lập pháp thông qua vào ngày 9 tháng 12 năm 1931. Hiến pháp thiết lập một hệ thống dân chủ thế tục căn cứ trên các quyền bình đẳng của mọi công dân, với điều khoản về tự trị khu vực. Hiến pháp quy định quyền bầu cử của nữ giới, kết hôn và ly hôn dân sự. Hiến pháp cho phép nhà nước sung công tài sản cá nhân có bồi thường vì lợi ích công cộng lớn hơn. Hiến pháp cũng lập ra chế độ giáo dục tự do, cưỡng bách, và thế tục cho mọi công dân và giải thể dòng Tên.
Cộng hòa "là cực điểm của một quá trình vận động quần chúng và phản đối nền chính trị cũ của giới thân hào." Theo sử gia Mary Vincent thì Hiến pháp vạch ra "một chế độ cải cách với quan điểm kiên quyết và tự giác về điều mà Tây Ban Nha đang hiện đại hóa cần đạt đến. Một nhà nước thế tục hoạt động theo quy định của pháp luật cùng một ý thức phải thừa nhận là mập mờ về bình đẳng xã hội sẽ mở đường cho các công dân có giáo dục để có được thịnh vượng và tự do 'châu Âu'." Tuy nhiên, theo Frances Lannon, các điều khoản về tài sản và tôn giáo, cùng với đề cao quyền lực nhà nước và xem thường dân quyền, "hầu như phá hủy bất kỳ triển vọng nào cho sự phát triển của Công giáo, bảo thủ, và chủ nghĩa cộng hòa."
Hiến pháp lập ra một chính phủ chống giáo hội, và chấp thuận rộng rãi các quyền tự do dân chủ, với ngoại lệ đáng chú ý là quyền lợi của tín đồ Công giáo. Các nhà bình luận lưu ý rằng cách tiếp cận thù địch trong quan hệ giáo hội-nhà nước là một nguyên nhân quan trọng khiến cộng hòa sụp đổ và Nội chiến Tây Ban Nha.

## Bối cảnh

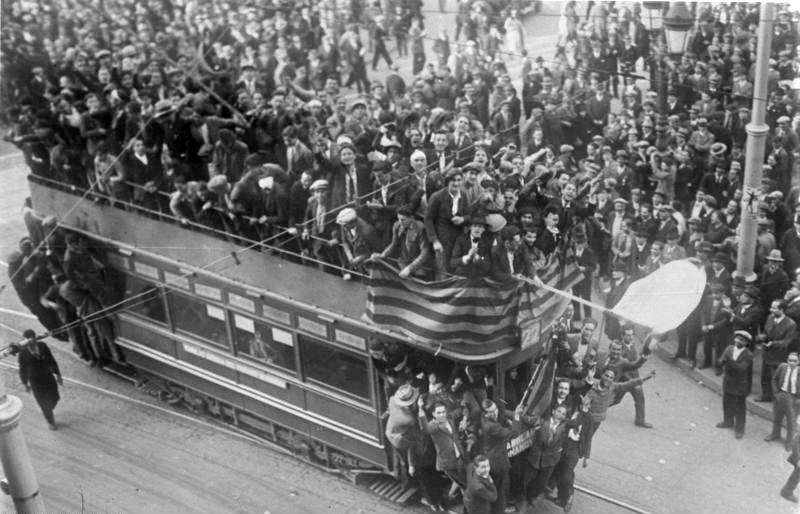
Tuyên ngôn Đệ nhị Cộng hòa Tây Ban Nha vào ngày 14 tháng 4 năm 1931.

Đệ nhị Cộng hòa bắt đầu vào ngày 14 tháng 4 năm 1931 sau khi Quốc vương Alfonso XIII phải lưu vong, và sau các cuộc bầu cử cấp địa phương và khu tự quản, với chiến thắng đa số phiếu của các ứng cử viên cộng hòa tại các khu vực đô thị. Mặc dù Alfonso không chính thức thoái vị, song việc ông đi lưu vong dẫn đến một chính phủ lâm thời dưới quyền Niceto Alcalá Zamora, và một nghị viện lập pháp nhằm soạn thảo hiến pháp mới.
Đệ nhị Cộng hòa năm 1931 đem lại hy vọng rất lớn cho giai cấp công nhân và nông dân Tây Ban Nha, và một số tiến bộ trong quan hệ xã hội được thực hiện, đặc biệt là đối với nữ giới. Thủ tướng Manuel Azaña khẳng định Giáo hội Công giáo chịu trách nhiệm một phần cho điều mà nhiều người nhận thức là tình trạng lạc hậu của Tây Ban Nha và chủ trương thủ tiêu các đặc quyền của Giáo hội. Azaña muốn Đệ nhị Cộng hòa Tây Ban Nha mô phỏng Đệ tam Cộng hòa Pháp trước năm 1914, thực thi giáo dục thế tục miễn phí và cưỡng bách, và chế định cơ sở phi tôn giáo đối với văn hóa quốc gia và quyền công dân.

## Các điều khoản

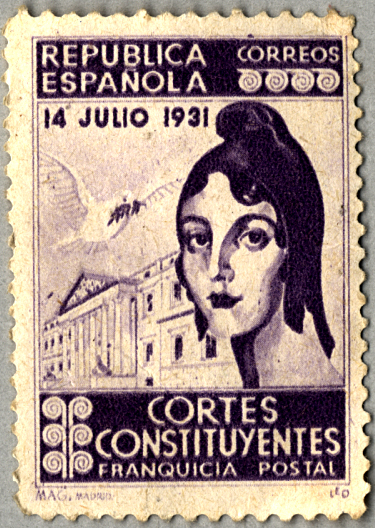
Tem kỷ niệm

Sau bầu cử trong tháng 6 năm 1931, một nghị viện mới phê chuẩn dự thảo hiến pháp sửa đổi vào ngày 9 tháng 12 năm 1931.
Hiến pháp quy định quyền bầu cử của nữ giới, kết hôn và ly hôn dân sự. Nó cũng thiết lập giáo dục miễn phí, cưỡng bách, và thế tục cho toàn thể công dân. Tuy nhiên, một số luật quốc hữu hóa các tài sản của Giáo hội Công giáo và yêu cầu Giáo hội Công giáo trả tiền thuê quyền sử dụng tài sản mà họ sở hữu trước đó. Thêm vào đó, chính phủ ngăn cấm biểu thị tôn giáo công cộng đối với Công giáo như diễu hành vào các ngày lễ tôn giáo, giải thể dòng Tên và cấm chỉ giáo dục Công giáo bằng cách cấm chỉ các cộng đồng tôn giáo gồm nữ tu sĩ, linh mục và thầy dòng giảng dạy ngay cả trong các trường tư. Hiến pháp cũng đặt quyền tài sản bên dưới lợi ích công cộng, như nó có thể bị quốc hữu miễn là chủ sở hữu được bồi thường.
Hiến pháp cấp quyền tự do cho toàn thể công dân, bao gồm tôn kính phi Công giáo tại Tây Ban Nha.

### Hủy bỏ các đặc quyền của Giáo hội Công giáo La Mã
Mặc dù Hiến pháp về tổng thể ban hành đầy đủ các quyền tự do dân sự và quyền đại diện, song có một ngoại lệ đáng chú ý liên quan đến các đặc quyền của Giáo hội Công giáo, điều này bị một số người nhận định là chủ yếu nhằm nhăn chặn hình thành một đa số dân chủ mở rộng.
Các điều khoản 26 và 27 gây tranh luận trong Hiến pháp kiểm soát nghiêm khắc tài sản Giáo hội và cấm chỉ các chức sắc tôn giáo tham gia vào giáo dục. Điều này được nhận định là thù địch rõ ràng đối với Công giáo La Mã, cả từ những người ủng hộ Giáo hội chính thức hóa và từ những người chủ trương tách biệt giáo hội và nhà nước. Một người tán đồng tách biệt như vậy là Jose Ortega y Gasset phát biểu "điều khoản Hiến pháp luật hóa các hoạt động của Giáo hội có vẻ rất không thích hợp đối với tôi." Giáo hoàng Piô XI chỉ trích việc Chính phủ Tây Ban Nha tước đoạt các đặc quyền của Công giáo trong Thông tri Dilectissima Nobis (Về việc Đàn áp Giáo hội Tây Ban Nha)."
Tháng 10 năm 1931, phát ngôn viên hàng đầu của phe cánh hữu trong nghị viện là José María Gil-Robles tuyên bố rằng hiến pháp đã 'chết yếu' - một 'Hiến pháp độc tài trên danh nghĩa dân chủ.' Robles muốn sử dụng các cuộc biểu tình quần chúng "cho những ủng hộ viên của quyền một cảm giác về sức mạnh của riêng họ và, đáng ngại là để khiến họ quen 'với đấu tranh khi cần thiết nhằm nhằm chiếm hữu đường phố.'" Các chính trị gia Công giáo bảo thủ Alcalá-Zamora và Miguel Maura từ chức khỏi chính phủ
Frances Lannon cho rằng hiến pháp "gây chia rẽ" trong các điều khoản về tài sản và tôn giáo, ưu tiên quyền lực nhà nước, có một "sự xem thường dân quyền" và tàn phá viễn cảnh phát triển của Công giáo, bảo thủ, và chủ nghĩa cộng hòa. Tương tự, Stanley Payne đồng thuận rằng hiến pháp về tổng thể ban một loạt quyền tự do dân sự và quyền đại diện với ngoại lệ đáng chú ý là quyền lợi của tín đồ Công giáo, một chi tiết ngăn chặn hình thành một đa số dân chủ mở rộng.
Do phái cực tả nhận định cải cách trên các khía cạnh này của hiến pháp về tổng thể là hoàn toàn không chấp nhận được, các nhà bình luận cho rằng "Cộng hòa là một chế độ dân chủ hiến pháp bị diệt vong ngay từ đầu". Các nhà bình luận thừa nhận rằng một cách tiếp cận thù địch như vậy đối với các vấn đề giáo hội và nhà nước là một nguyên nhân quan trọng khiến chế độ dân chủ sụp đổ và khởi đầu nội chiến. Một nhà bình luận lập pháp nhấn mạnh rằng " sai lầm trầm trọng nhất của Hiến pháp năm 1931- Hiến pháp dân chủ cuối cùng của Tây Ban Nha cho đến năm 1978- là thái độ thù địch đối với Giáo hội Công giáo."

### Tự do cho các tôn giáo thiểu số
Hiến pháp Tây Ban Nha 1931 nỗ lực đảm bảo tự do tôn giáo cho các tổ chức tôn giáo ngoài Công giáo La Mã, kết thúc kỳ thị và ngược đãi người Do Thái và Tin Lành. Tuy nhiên, sự tự do này bị kiềm chế dưới chế độ độc tài của Francisco Franco khi họ cấp cho Giáo hội Công giáo La Mã địa vị tôn giáo chính thức của Tây Ban Nha và cấm chỉ biểu thị tôn giáo công cộng của các tôn giáo khác.